# Фурнье, Пьер Симон

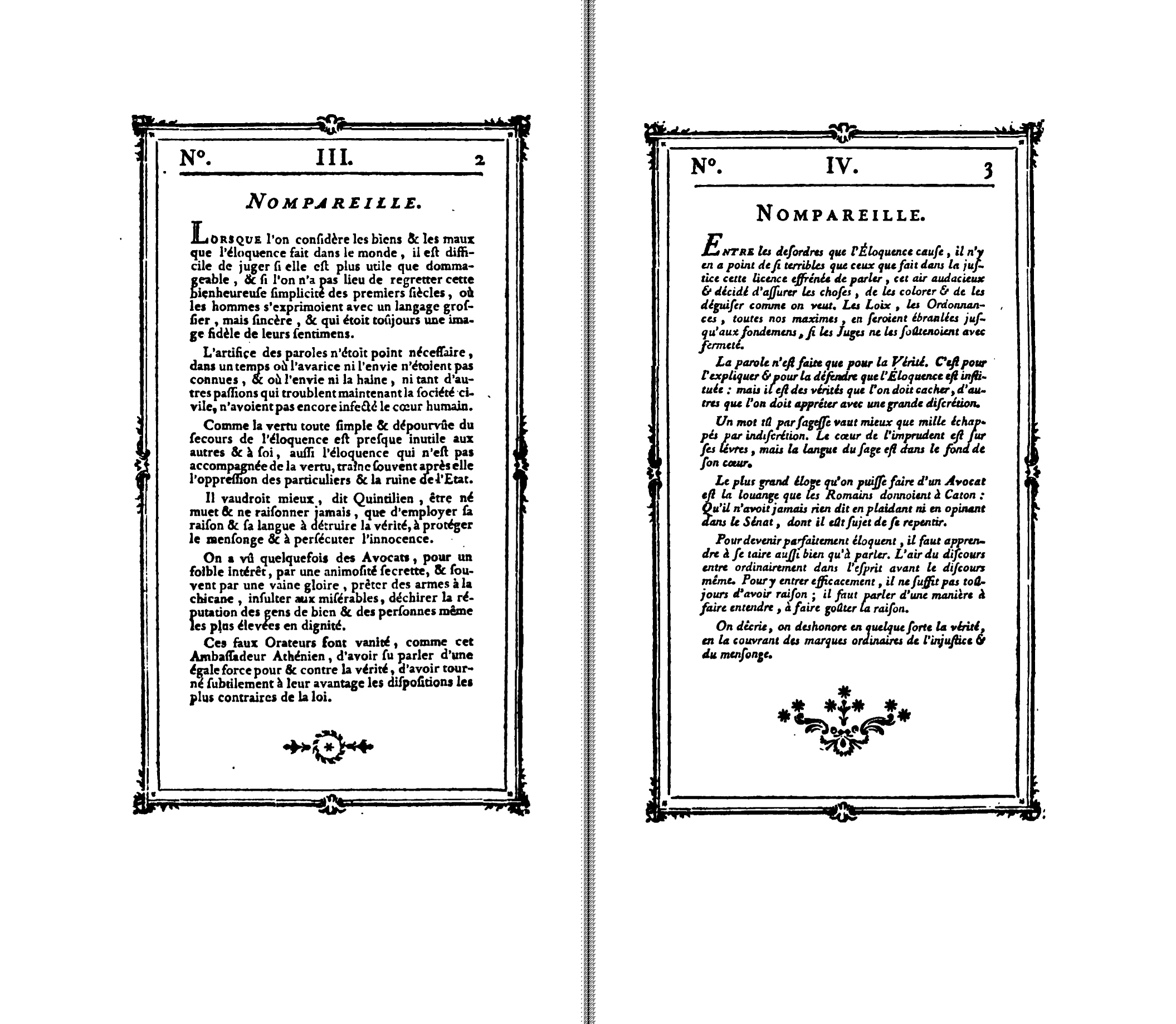
Разворот из второго тома «Типографического руководства» (1766)

Пьер-Симо́н Фурнье́ (фр. Pierre-Simon Fournier, 15 сентября 1712, Париж — 8 октября 1768, Париж) — французский типограф и гравёр.
Сын типографщика и сам даровитый гравёр, создал знаменитую словолитную и был одним из творцов современного систематизирования шрифтов (по типографским пунктам). Этому предмету посвящены монографии:
- «Таблица пропорций между символами» (Table des proportions entre les caractères, 1737);
- «Шаблоны типографских шрифтов» (Modèles der caractères de l’imprimerie, 1742)
- «Истоки полиграфии по размеру древесины[прояснить]» (Origines de l’imprimerie en taille de bois, 1759).

Фурнье издал целый ряд изящных образцов типографского искусства в приложении к интересному «Типографское руководство» (Manuel Typographique, Париж, 1764−68) и серию исследований под общим заглавием «Истоки и достижения предшествующей типографии» (Origines et les progrès de l’imprimerie primitive, 1758−64); также им выпущен «Историко-критический трактат о происхождении и развитии литых шрифтов для отображения музыки» (Traité historique et critique sur l’origine et les progrès des caractères de fonte pour l’impressien de la musique, 1765).
Пьер-Симон Фурнье был посвящен в рыцари и назначен шевалье де Сен-Мишель королем Людовиком XV.